# Bill Clements
William Perry Clements Jr. (Dallas, 13 aprile 1917 – Dallas, 29 maggio 2011) è stato un imprenditore e politico statunitense, governatore del Texas per due mandati non consecutivi e primo repubblicano dopo 105 anni di governatorato in mano ai democratici.